# La canzone dei filosofi
La canzone dei filosofi (Bruces' Philosophers Song) è uno sketch/canzone del film Monty Python Live at the Hollywood Bowl, anche se la canzone era stata registrata nell'album The Monty Python Matching Tie and Handkerchief.

## Lo sketch
Lo sketch inizia con un gruppo di tre Bruce (personaggi già incontrati ne Lo sketch dei Bruce nel Monty Python's Flying Circus) interpretati da Eric Idle, Michael Palin e Neil Innes, che si presentano al pubblico dicendo di appartenere all'Università di Woolloomooloo (sobborgo di Sydney) e, dopo aver schernito il pubblico di americani dicendo che la loro birra fa schifo, decidono di cantare, insieme a una Bruce donna (interpretata da Carol Cleveland), una canzone che parla della passione per la birra di famosi filosofi.
I filosofi citati nella canzone sono:
1. Immanuel Kant
2. Martin Heidegger
3. David Hume
4. Arthur Schopenhauer
5. G.W.F. Hegel
6. Ludwig Wittgenstein
7. August Wilhelm Schlegel
8. Friedrich Nietzsche
9. Socrate
10. John Stuart Mill
11. Platone
12. Aristotele
13. Thomas Hobbes
14. René Descartes